# Guvernul Democratic Provizoriu
Guvernul Democratic Provizoriu (în greacă Προσωρινή Δημοκρατική Κυβέρνηση, transliterat: Prosoriní Dimokratikí Kyvérnisi) a fost numele administrației formate de Partidul Comunist din Grecia la 24 decembrie 1947, în timpul Războiului Civil Grec. Guvernul a controlat diverse zone muntoase aflate de-a lungul graniței de nord a Greciei, învecinate cu statele comuniste RSF Iugoslavia și RPS Albania, și a fost considerat ca succesor al „Guvernului de munte⁠(d)” format de mișcarea de rezistență EAM-ELAS⁠(d) condusă de comuniști în perioada celui de-al Doilea Război Mondial. Principalii săi aliați au fost URSS și Blocul Răsăritean.

## Istoric
Războiul Civil Grec a izbucnit în primăvara anului 1946, dar abia în iunie 1947 comuniștii greci și-au anunțat intenția de a forma un guvern separat. Această intenție a fost anunțată de liderul partidului Miltiadis Porfyrogennis la Congresul Partidului Comunist Francez într-o acțiune menită să aducă publicitate și să evidențieze sprijinul altor partide și guverne comuniste pentru cauza comuniștilor greci. Formarea unui guvern separat nu a reprezentat doar o renunțare la orice șansă de reconciliere cu guvernul regal de la Atena, ci a implicat și o îndepărtare de războiul de gherilă către o structură politică mai „ordonată”. Această acțiune se desfășura în conformitate cu „Planul Lacurilor” de inspirație iugoslavă, care prevedea formarea unei armate regulate de 50.000–60.000 de oameni și ocuparea unor părți mari din nordul Greciei, inclusiv, în cele din urmă, cel de-al doilea oraș ca mărime al Greciei, Salonic, unde noul guvern urma să-și stabilească baza de operații.
Formarea noului guvern a fost anunțată la 23 decembrie 1947, avându-l ca prim președinte pe Markos Vafeiadis, conducătorul Armatei Democratice a Greciei (DSE), cu o orientare politică procomunistă. Guvernul era compus în totalitate din membri ai Partidului Comunist: Giannis Ioannidis – vicepreședinte și ministru de externe, Petros Rousos⁠(d) – ministru al justiției, Miltiadis Porfyrogennis – ministru al sănătății și bunăstării, Petros Kokkalis⁠(d) – ministru al finanțelor, Vassilis Bartziotas – ministru al agriculturii, Dimitris Vlantas⁠(d) – ministru al economiei naționale și Leonidas Stringos – ministru al aprovizionării. Secretarul general al partidului, Nikolaos Zachariadis⁠(d), nu a fost totuși membru al guvernului. Noul guvern a încercat în mod activ să se prezinte ca o mișcare politică de renaștere a ideologiei și practicilor Frontului de Eliberare Națională⁠(d) din perioada celui de-al Doilea Război Mondial, care dominase mișcarea de rezistență greacă. De asemenea, el s-a remarcat printr-o politică de protecție activă a minorităților care trăiau în nordul Greciei, mai ales că acestea tindeau să-i susțină pe comuniști contra guvernului regal naționalist.
Pe 24 decembrie 1947 Armata Democratică a Greciei (DSE) a atacat orașul Konitsa, intenționând să ocupe acest oraș și să stabilească acolo sediul noului guvern grec. Potrivit mărturiei lui Vafeiadis, Zachariadis și-a exprimat speranța că, dacă orașul va cădea și va deveni capitala comuniștilor greci, Guvernul Democratic Provizoriu va fi recunoscut de Uniunea Sovietică și de alte state din Blocul Răsăritean. Atacul a durat până la 4 ianuarie 1948, dar s-a încheiat cu eșec. În cele din urmă, Guvernul Democratic Provizoriu nu a fost niciodată recunoscut de niciun guvern străin, deoarece sovieticii se temeau de o escaladare a conflictului care se va transforma într-un război general între statele occidentale și statele satelit sovietice din Balcani. Premierul sovietic Iosif Stalin i-a spus lui Zachariadis în februarie 1948 că guvernele statelor vecine vor recunoaște Guvernul Democratic Provizoriu numai după ce alte țări o vor face mai întâi.
Pe măsură ce guvernul național a respins acțiunile militare ale Armatei Democratice a Greciei (DSE) în 1948, Vafeiadis a intrat în conflict cu Zachariadis din cauza neînțelegerilor cu privire la continuarea războiului. În cele din urmă, Vafeiadis a fost înlăturat din funcția de președinte al Guvernului Democratic Provizoriu la 7 februarie 1949, iar Zachariadis și-a asumat această funcție, pe care a deținut-o până la 3 aprilie 1949, când i-a succedat Dimitrios Partsalidis⁠(d). După înfrângerea de către forțele guvernamentale în Bătălia de la Grammos⁠(d), Guvernul Democratic Provizoriu a fost nevoit să se recunoască învins în Războiul Civil, iar membrii săi au părăsit Grecia la 28 august 1949. Guvernul Democratic Provizoriu a supraviețuit în exil până când a fost în cele din urmă dizolvat în octombrie 1950.